# آسفالت ۷: حرارت
آسفالت ۷: حرارت (انگلیسی: Asphalt 7: Heat) یک بازی ویدئویی مسابقه‌ای تک‌نفره و چندنفره برای سکوهای آی‌اواس، اندروید، بلک‌بری ۱۰، ویندوز فون ۸، بلک‌بری پلی‌بوک و ویندوز ۸ می‌باشد که توسط گیم‌لافت توسعه و نشر پیدا کرده‌است.
این بازی که جزوی از سری آسفالت می‌باشد، اولین بار در ۲۱ ژوئن ۲۰۱۲ به صورت توزیع دیجیتال منتشر شد.